# Boris Schnuchel
Boris Schnuchel (Flensburg, 15 de marzo de 1975) fue un jugador de balonmano danés que jugó de extremo izquierdo. Fue un componente de la Selección de balonmano de Dinamarca.
Con la selección logró la medalla de bronce en el Campeonato Europeo de Balonmano Masculino de 2004.

## Palmarés

### KIF Kolding
- Liga danesa de balonmano (6): 2001, 2002, 2003, 2005, 2006, 2009
- Copa de Dinamarca de balonmano (5): 1998, 2001, 2005, 2007, 2008

### KIF København
- Liga danesa de balonmano (1): 2014
- Copa de Dinamarca de balonmano (1): 2013

## Clubes
- Over Jerstal ( -1997)
- KIF Kolding (1997-2012)
- KIF København (2012-2014)